# Судова психіатрія
Судова психіатрія — галузь загальної психіатрії, яка вивчає психічні розлади відповідно до завдань, котрі вирішуються у цивільному та кримінальному процесі. Висновки судових психіатрів підлягають оцінці разом з іншими доказами, суд на їх основі та в межах цивільного чи кримінального судочинства приймає процесуальне рішення (ухвалу, постанову, вирок). Судова психіатрія сформувалася на стику медичних, правових та філософських наук.
Судова психіатрія розробляє теоретичні засади, критерії та методи визначення неосудності, обмеженої осудності, недієздатності, обмеженої дієздатності та суспільної небезпеки психічно хворих, а також систему медичної допомоги цим хворим. Наукові дані, одержані судовою психіатрією, реалізуються через експертизу судово-психіатричну та здійснення примусових заходів медичного характеру.
Предмет судової психіатрії — психічні розлади, які мають правове значення у цивільному та кримінальному процесах[джерело?]. У вужчому розумінні предмет судової психіатрії можна виділити, як визначення психічного стану підекспертних у певні відрізки часу і стосовно певних обставин, що становлять інтерес для слідства і суду.
Об'єкти судово-психіатричної експертизи: підекспертний (може бути: підозрюваний, підсудний, потерпілий, свідок, позивач, відповідач), медична документація, матеріали цивільної чи кримінальної справи.
Основними напрямами діяльності фахівців із судової психіатрії є:
1. судово-психіатрична експертиза у кримінальних та цивільних справах;
2. застосування примусових заходів медичного характеру (ст. ст. 92—96 КК України);
3. недобровільні психіатричні заходи, здійснювані в порядку надання психіатричної допомоги (ст. 14 Закону України «Про психіатричну допомогу» від 22 лютого 2000 р. № 1489-ІІІ, глава 10 ЦПК України);
4. пенітенціарна психіатрія — надання психіатричної допомоги засудженим до позбавлення волі[5].